# Кристенсен, Мадс (хоккеист)
Мадс Кристенсен (дат. Mads Christensen; 2 апреля 1987, Хернинг, Дания) — датский хоккеист нападающий клуба Немецкой хоккейной лиге «Ред Булл Мюнхен» и сборной Дании.

## Карьера
Начинал свою карьеру в Дании в местной команде «Хернинг». Вызывался в юниорские и молодежную сборную страны. В 2007 году дебютировал за основную сборную Дании на Чемпионате мира. Успешная игра на первенствах планеты позволила Кристенсену сменить датское первенство на Немецкую хоккейную лигу. Сначала он выступал за «Изерлон Рустерс», а через сезон датчанина приобрел один из сильнейших клубов страны «Айсберен Берлин».
В 2011 году на Чемпионате мира в Словакии Кристенсен с 4 шайбами стал лучшим бомбардиром своей сборной. А его дубль и победный буллит в игре с сборной Латвии позволили Дании пройти во второй этап.

## Достижения
DEL
- Золото: 2011, 2013.

Ал-Банк Лига
- Золото: 2009.